# SMS PZHL Katowice
SMS PZHL Katowice – polska szkoła mistrzostwa sportowego Polskiego Związku Hokeja na Lodzie działająca w Niepublicznym Liceum Ogólnokształcącym w Katowicach od 2017. Stanowi bazę dla drużyny hokeja na lodzie SMS PZHL U20 Katowice w rozgrywkach PHL oraz kadr reprezentacji juniorskich Polski do lat 18 oraz do lat 20.

## Historia
Do sezonu 2016/2017 w lidze polskiej brała udział drużyna SMS PZHL U20 z siedzibą w Sosnowcu, zaś w 2017 placówka dydaktyczna została przeniesiona do Katowic-Janowa. Na początku sierpnia 2017, z rekomendacji Jarosława Byrskiego, koordynatorem SMS PZHL został Kanadyjczyk David Leger, który objął funkcje trenera zarówno drużyny ligowej SMS jak i kadry Polski do lat 20. Analogicznie jego asystentem został Grzegorz Klich. Niepubliczne Liceum Ogólnokształcące w Katowicach otrzymało uprawnienia szkoły publicznej od 1 września 2017. Zespół ligowy SMS PZHL U20 Katowice przystąpił do rozgrywek Polskiej Hokej Ligi (2017/2018). Po sezonie 2017/2018 umowa z trenerem Legerem została rozwiązana.